# Poezja ziemiańska
Poezja ziemiańska – nurt w poezji polskiej XVI i XVII wieku, charakteryzujący się pochwałą życia ziemiańskiego, przeciwstawianego życiu dworskiemu, miejskiemu, żołnierskiemu itp. Poezja ziemiańska wzorowana była głównie na Epodzie II Horacego (inc. Beatus ille, qui procul negotiis). Wśród stałych nawiązań do tego utworu znajdują się motywy widoku na powracające bydło, żony-gospodyni oraz odpoczynku w cieniu drzew.

## Historia
Wzrost znaczenia ziemiaństwa miał wpływ na rozwój literatury w języku polskim. Początkowo literatura ziemiańska pisana była prozą. Stanisław Kot datował poezję ziemiańską od powstania anonimowej Pieśni (inc. Spokojny kąt komu Bóg dał i myśl spokojną) napisanej prawdopodobnie między 1548 a 1555. Pieśń oparta została na Epodzie II, podobnie jak późniejsze parafrazy utworu Horacego, m.in. Panna XII z Pieśni świętojańska o Sobótce Jana Kochanowskiego, którego Stanisław Windakiewicz uznał za twórcę poezji ziemiańskiej.
Poezja tworzona była przez właścicieli ziemskich jako twórcza rozrywka. Jacek Ojrzyński i Andrzej Stroynowski podawali w wątpliwość podzielanie ideałów poezji ziemiańskiej przez polską szlachtę.
Obok liryków wzorowanych, na twórczości Kochanowskiego, m.in. Wieśniaku Andrzeja Zbylitowskiego (zdaniem Widankiewicza) czy Zabawach orackich Stanisława Słupskiego, bezpośrednio do Horacego nawiązywały utwory takie jak Żywot ziemiański Stanisława Mińskiego, Pieśń ad imitationem Horatiuszowej ody: „Beatus ille, qui procul negotiis” Daniela Naborowskiego, Ode Horatiana Samuela Twardowskiego, Żywot ziemiański Jana Libickiego oraz Prawdziwa szczęśliwość Wespazjana Kochowskiego.
Nurt ziemiański rozwinął się w epoce baroku, wyrażając sarmackie niepokoje związane z obcymi najazdami oraz obawy o ograniczenie wolności szlacheckiej ugruntowanej w okresie powstawiania pierwszych utworów tego nurtu. Te obawy miały szczególne znaczenie w kontekście wzrostu wpływów magnaterii.
Do ideałów poetów ziemiańskich nawiązał Adam Mickiewicz w swoim debiutanckich wierszu Zima miejska.

## Badania literackie
Poezja ziemiańska określana była przez literaturoznawców jako element ideologii polskiej szlachty, ujmowana jako wyidealizowana pochwała życia na wsi. Interpretowana była również, w kontekście pokrewieństwa z sielanką, jako nawiązanie do tradycji antycznych, w tym mitu arkadyjskiego. Jednocześnie zwracana była uwaga na jej związki z obrazem świata epoki renesansu.
Anna Krzewińska postulowała uznanie pieśni ziemiańskiej za osobnego gatunku literatury staropolskiej. Windakiewicz określił mianem poezji ziemiańskiej całość poezji staropolskiej, która w jego ocenie oparta została na „idei ziemiańskiej”.